# Cot Goh Tanohmirah
Cot Goh Tanohmirah är en kulle i Indonesien.   Den ligger i provinsen Aceh, i den västra delen av landet, 1 800 km nordväst om huvudstaden Jakarta. Toppen på Cot Goh Tanohmirah är 219 meter över havet.
Terrängen runt Cot Goh Tanohmirah är kuperad åt sydväst, men åt nordost är den platt.Runt Cot Goh Tanohmirah är det ganska glesbefolkat, med 47 invånare per kvadratkilometer. Omgivningarna runt Cot Goh Tanohmirah är en mosaik av jordbruksmark och naturlig växtlighet.